# Elvighøj
Elvighøj är en kulle i Danmark. Den ligger i Region Syddanmark, i den centrala delen av landet. Toppen på Elvighøj är 19 meter över havet.
Terrängen runt Elvighøj är platt. Den högsta punkten i närheten är 37 meter över havet, 1,0 km väster om Elvighøj.  Närmaste större samhälle är Kolding, 7,0 km väster om Elvighøj. I omgivningarna runt Elvighøj växer i huvudsak blandskog och längre bort jordbruksmark.